# On Life & Enlightenment
On Life & Enlightenment is een Indiase documentairefilm uit 2006 en heeft als onderwerp het Tibetaans boeddhisme. Onder anderen dalai lama Tenzin Gyatso geeft hierin zijn gezichtspunten weer. Tibet-fan en boeddhist Richard Gere komt als zichzelf aan het woord in de documentaire.

## Verhaal
De film is een beschouwing van alle manifestaties van het Vajrayana-boeddhisme, door middel van compassie en discipline die de Tibetanen gedurende vele eeuwen hebben ontwikkeld. De documentaire gaat in op de ideeën van non-dualiteit en de realisatie van de wegen van de geest.
De kijker is getuige van de spirituele reizen die duizenden boeddhistische monniken ondergaan in hun rigoureuze training en oude rituelen. Het pad van verlichting komt aan de orde met inzichtelijke leren en technieken.

## Rolverdeling
| Acteur         | Personage                         |
| -------------- | --------------------------------- |
| Dalai lama     | zichzelf                          |
| Tai situ       | regent van de zeventiende karmapa |
| Drupwang Penor | hoofd van de nyingma              |
| Sakya trinzin  | hoofd van de sakya                |
| Menri trinzin  | hoofd van de bön                  |
| Tenzin Palmo   | Westerse ingewijde boeddhiste     |
| Nagagspa Karma | tantrisch meester                 |
| Tulky Anjam    | tulku                             |
| Richard Gere   | acteur                            |
| Vivienne Pocha | verteller                         |

## Dvd
De dvd is verdeeld in de volgende vijf scènes:
1. Mudra, het leven als ritueel
2. Mandala, ken uw rol in het universeum
3. Bardo, het leven en de verlichting
4. Lha, de geest of ziel van het leven
5. Menlha, de medicijnboeddha: de geheimen van de geneeskracht van Tibetaanse medicijnen